# 渠敬东
渠敬东（1970年1月—），生于辽宁沈阳，祖籍江苏丰县。中国社会学家，北京大学社会学系教授。曾任中国社会科学院社会发展战略研究院副院长、中国社会科学院社会学研究所副所长、《社会学研究》副主编、编辑部主任。主要研究领域为社会理论、社会学史、组织社会学。
本硕阶段就读于复旦大学社会学系和哲学系。1998年毕业于中国社会科学院研究生院社会学系，获博士学位。

## 著作

### 专著
- 《缺席与断裂——有关失范的社会学研究》（上海人民出版社1999年）[3]
- 《现代社会中的人性与教育》（上海三联书店2005年）

### 编著
六卷本《涂尔干文集》

### 译著
- 涂尔干《社会分工论》
- 涂尔干《哲学讲稿》
- 涂尔干《职业伦理与公民道德》
- 麥克斯·霍克海默、西奥多·阿多诺《启蒙辩证法》（与曹卫东合译）
- 列维－斯特劳斯《图腾制度》